# ۱۰۸۴ (قمری)
۱۰۸۴ (قمری)، هزار و هشتاد و چهارمین سال در گاهشماری هجری قمری است. اول محرم این سال برابر با هجدهم آوریل سال ۱۶۷۳ میلادی است.